# Eskorta (film 1994)
Eskorta (ang. Chasers) – amerykański film komediowy z 1994 roku.

## Treść[1]
Rock i Eddie, żołnierze piechoty morskiej, mają za zadanie eskortować do więzienia przestępcę skazanego na siedem lat. Okazuje się, że skazańcem jest piękna blondynka Toni. Podczas transportu Toni kilkakrotnie próbuje zbiec, wykorzystując swoją urodę.

## Główne role
- Tom Berenger: Rock Reilly
- William McNamara: Eddie Devane
- Erika Eleniak: Toni Johnson
- Dean Stockwell: Stig
- Gary Busey: Vince Banger
- Seymour Cassel: Bogg
- Dennis Hopper: Doggie
- Crispin Glover: Howard Finster